# Orthotrichum hooglandii
Orthotrichum hooglandii är en bladmossart som beskrevs av Edwin Bunting Bartram 1962. Orthotrichum hooglandii ingår i släktet hättemossor, och familjen Orthotrichaceae. Inga underarter finns listade i Catalogue of Life.